# Anomoeoneidaceae
Famille
Les Anomoeoneidaceae sont une famille de diatomées de l’ordre des Cymbellales. 

## Étymologie
Le nom vient du genre type Anomoeoneis dérivé des mots grecs ανομοε / anomoe, « non semblable ; non de même espèce », et νειός / neiós, jeune. 

## Liste des genres
Selon AlgaeBase (6 août 2017) :
- Adlafia (en) Gerd Moser, Lange-Bertalot & Metzeltin
- Anomoeoneis (en) Pfitzer
- Dickieia Berkeley ex Kützing
- Pauliella F.E.Round & Basson
- Staurophora Mereschkowsky

Selon Catalogue of Life (6 août 2017) et ITIS (6 août 2017) :
- Anomoeoneis Pfitzer
- Dickieia Berkeley ex Kützing
- Staurophora Mersechkowsky

Selon World Register of Marine Species (6 août 2017) :
- Anomoeoneis E. Pfitzer, 1871
- Staurophora C. Mereschkowsky, 1903